# عبد العزيز محمد داؤود
عبد العزيز محمد داؤود  (1 يناير/ كانون الثاني 1927 [بحاجة لمصدر] - 4 اغسطس/ آب 1984)، مغني سوداني بارز.

## ميلاده
ولد في عام 1927

## تعليمه
كانت بدايات تعليمه في إحدى الخلاوي القريبة من منزل أسرته في مسقط رأسه، بربر، ومن ثم التحق بالمدارس النظامية.

## العمل
توفي والده وهو صغيرا فعمل في التجارة لفترة ثم التحق بعد ذلك للعمل بمصلحة السكة حديد بالسودان، وتنقل في اقسامها المختلفة إلى أن غادر في بداية أربعينات القرن الماضي إلى مدينة الخرطوم ليستقر فيها حيث عمل في مطبعة ماكروكوديل هناك.

## مسيرته الفنية
كان الغناء وأداء الأناشيد يستهوي عبد العزيز منذ أيام دراسته في الخلوة حيث كان يجيد تلاوة القرآن والإنشاد الديني على نحو نال اعجاب معلميه في الخلوة لكنهم لم يستحسنوا قيامه بتأدية الغناءولذلك تم فصله من الخلوة عندما اكتشف شيخ الخلوة بأنه كان يغني في حفل ختان أحد اصدقائه. وكانت تلك بداية مشواره في دنيا الطرب والغناء حيث انه اتجه الي مجال فن الغناء وكان يستمع الي كبار الفنانيين والمطربين في ذلك الوقت آنذاك مثل كرومة وسرور وزنقار حتي تأثر بإسلوبهم الغنائي.

### إنتاجه الغنائي
غني عبد العزيز لأول مرة في الإذاعة السودانية في عام 1949 م، وكانت أغنية «زرعوك في قلبي» من كلمات محمد علي عبد الله وألحان الموسيقار برعي محمد دفع الله أولى أعماله الغنائية 
وقد بلغ عدد الأغاني والأناشيد والمدائح النبوية المسجلة له رسمياً بمكتبة الإذاعة السودانية 186 أغنية، منها 31 أغنية من أغاني الحقيبة و35 من الأناشيد الوطنية. كما أجرت له الإذاعة السودانية حوالي 20 مقابلة ولقاء اذاعياً مختلفا، بالإضافة الي عدة تسجيلات في ترتيل القران الكريم. وكان الشاعر الطاهر محمد عثمان وهو من مدينة عطبرة السودانية أكثر شاعر تغنى له عبد العزيز محمد داؤود.

### النص الغنائي
كان عبد العزيز يحرص على اختيار النص الغنائي الجميل الذي يكون له وقع كبير على المستمع السوداني المعروف بحبه للنصوص الجميلة والمميزة. ويتنوع النص الغنائي عنده من قصائد مكتوبة باللهجة العربية السودانية إلى أشعار باللغة العربية الفصحى بعضها لشعراء عرب خارج السودان مثل قصيدة «هل أنت معي» للشاعر محمد علي أحمد وقصيدة «عروس الروض» للشاعر المهجري اللبناني إلياس فرحات.
كما تعامل مع عدد من كبار الشعراء الغنائيين السودانيين من بينهم عبد المنعم عبد الحي (قصيدة لحن العزاري). وحسين بازرعة (صبابة) وحسين عثمان منصور (أجراس المعبد) وإسماعيل حسن وإسحاق الحلنقي وغيرهم كما تعاون معه عدد من كبار الملحنين في السودان مثل الموسيقار برعي محمد دفع الله والفنان بشير عباس. ففي قصيدة بلادي للشاعر أحمد التني يغني عبد العزيز:
بلادي يا سنا الفجر وينبوع الشذى العطر
وملهمتي أغاريدي وآيات من الشعر
سلام أنت ألحاني وحلمي في الهوى العذري
وفي قصيدة صغيرتي للشاعر عوض حسن احمد، يغني:
ما زلت أقرأ في السطور فأستبين البعض أو لا أستبين
والعطر والآنسام تغمرني بفيض الياسمين
منديلك المنقوش جانبه أو تذكرين؟ وتذكرين
ما كان قصدي أن أبوح وربما قد تصفحين.
وتقول قصيدة هل أنت معي:
همسات من ضمير الغيب تشجى مسمعي
وخيالات الأمانى رفرفت في مضجعي
عربدت بي هاجسات الشوق إذ طال النوى
كان لى في عالم الماضي غرام وانطوى
كان لى بالأمس أحلام وشوق وحبيب
كان لى للجرح طبيب لا يجاريه طبيب
سكر السمّار والخمّار في حان الغرام
وإنا الصّاحي أرى في النور أشباح الظلام
وبدت كأسي على راحي بقايا من حطام
وسعير الحب يشقينى ويشقي مضجعي
ولهيب الشوق يدعوني فهل أنت معي؟

### موسيقاه
يُصنّف عبد العزيز ضمن فناني الحقيبة ويعتمد السلم الخماسي في أعماله الموسيقية وهو السلم الموسيقي التي تقوم عليه الإغنية السودانية. ويستخدم عبد العزيز العود كآلة اساسية إلى جانب الطنبور والأكورديون وغيرها من الآلات المستخدمة في الغناء السوداني الحديث. وتعتمد موسيقاه بشكل كبير على صوته الجهوري (جواب القرار).

## أسلوب أدائه الغنائي
إلى جانب أختياره النص الغنائي المبني على بلاغة الكلام والبيان والألحان المطربة اعتمادا على طبقات صوته، عرف عنه ولعه بالدعابة والطرافة فهو عادة ما يستهل حفلاته الغنائية بإلقاء بعض النكات والطرائف على الجمهور. كما يشاهد وهو يحمل علبة كبريت وقود صغيرة ينقر عليها يأصابعه أثناء أداء الغناء على نحو اشبه باستخدام المطربة المصرية أم كلثوم للمنديل.

## دوره في تطوير الأغنية السودانية
أثرى الفنان عبد العزيز محمد داؤود الحياة الفنية في السودان بإعادة تجديد موسيقى الحقيبة التقليدية في السودان من خلال ترديد أغاني كبار فناني الحقيبة بطرق آداء جديدة وبمساعدة الآلات الموسيقية الحديثة بالإضافة إلى أغانيه الخاصة والتي لم تخرج كثيرا عن خط الحقيبة.

## حفلاته الغنائية الخارجية
سافر عبد العزيز محمد داؤود إلى عدة دول لإحياء حفلات موسيقية وغنائية من بينها الولايات المتحدة الأمريكية وألمانيا ودولة الكويت الذي زارها في عام 1971 م حيث شارك في حفل غنائي بمناسبة اسبوع السودان هناك حضره الشيخ عبد الرحمن العتيقي وزير المالية والنفط الكويتي آنذاك والذي يقال أنه أعجب بإغنيات عبد العزيز وآدائه الجيد وصوته الجهور حتى خلع من يده ساعة معصمه أثناء الحفل وقدمها هدية لعبد العزيز.

## وفاته
توفي عبد العزيز محمد داؤود في الخرطوم بحري في 4 أغسطس 1984م. وقامت بلدية مدينة الخرطوم بحري بإطلاق اسمه على أحد شوارع المدينة تخليدا لذكراه.

## أغنياته
تشمل قائمة أغنياته:
- جاهل وديع مغرور
- اوتذكرين صغيرتي
- يلا يا سايـــق
- بلادي
- زرعوك في قلبي
- طولتا ما رديت
- غصن الريــاض
- مساء الخيــر يا الأمير
- هل أنت معي
- من غير اسباب
- عروس الروض
- بعيد الــدار
- نعيم الدنيــا
- بدر الحسن فــاح
- يا عيني وين تلاقى المنام